# 李彦韬 (太原)
李彦韬（?—?），五代十国将领，太原人。
李彦韬年轻时事奉邢州节度使阎宝，担任皂隶。阎宝死后，归附石敬瑭。石敬瑭起兵反后唐，石重贵留守北京太原府，李彦韬为其心腹。历任客将、牙门都校，受到信任。石重贵嗣位，任命他为蔡州刺史，入朝为内客省使、宣徽南院使。不久，遥领寿州节度，充任侍卫马军都指挥使、检校太保，随后改任陈州节度使，像原来一样管理军队。他和宦官近臣勾结，排挤文官。契丹灭后晋，石重贵派人急召李彦韬议事，李彦韬推辞不赴命。石重贵非常气愤李彦韬其负国辜君。石重贵北迁，辽太宗派李彦韬随行，抵达辽国，隶于国母述律平帐下。永康王耶律阮举兵攻打祖母述律平，以伟王耶律安端为前锋，述律平发兵抗拒，以李彦韬为排阵使。李彦韬投降耶律安端，耶律安端把他安置在帐下，其后在幽州死去。